# Bursera leptophloeos
Bursera leptophloeos är en tvåhjärtbladig växtart som beskrevs av Carl Friedrich Philipp von Martius. Bursera leptophloeos ingår i släktet Bursera och familjen Burseraceae. Inga underarter finns listade i Catalogue of Life.